# Biserka Baretić
Biserka Baretić née à Zagreb, le 27 juillet 1933 est une artiste peintre et graphiste croate.

## Biographie
De 1951 à 1953, elle fréquente l'Académie des Beaux-Arts de l'Université de Zagreb (hr) . Elle rejoint le groupe Rovinj à Rovinj, avec qui elle expose en 1955. Elle réalise sa première exposition personnelle en 1958, à Zagreb. De 1960 à 1962, elle poursuit ses études dans l'atelier du peintre Krsto Hegedušić.
Dans les années 1950, sa peinture figurative et surréaliste exprime la perte, l'angoisse, le traumatisme de la guerre. À partir des années 1960, sa peinture se fait plus abstraite. Elle y ajoute des symboles et des références mythologiques. Elle utilise différentes techniques graphiques.
En 2015, la galerie moderne de Zagreb organise une rétrospectives de ses œuvres de 1995 à 2014.

## Expositions
- Rétrospective, Galerie moderne (hr), Zagreb, 2015[6]
- Odaje vatre, retrospective, Galerie Forum, Zagreb, 2019[2]

## Prix et distinctions
- prix Vladimir-Nazor pour l'ensemble de sa carrière, 2017[3].